# Festival Lumière
Pour les articles homonymes, voir Lumière (homonymie).
Ne doit pas être confondu avec la Fête des Lumières, autre événement lyonnais.
Le Festival Lumière, également appelé Grand Lyon Film Festival, est un festival de cinéma organisé par l'Institut Lumière et la métropole de Lyon (anciennement le Grand Lyon). Il a lieu chaque année au mois d'octobre, depuis l'année de sa création en 2009. De 6 jours lors de la première édition, il compte 7 jours dès 2010, du lundi soir au dimanche, puis il est étendu au lundi toute la journée en 2014, pour finalement passer à 9 jours, du samedi au dimanche de la semaine suivante, depuis 2016.
Chaque année le festival débute par une soirée d'ouverture à la halle Tony-Garnier et se poursuit dans de nombreuses salles de la métropole. Dès 2010, aux grandes séances que sont la soirée d'ouverture, de clôture et à la remise du Prix Lumière, s'ajoute la Séance Enfants et la Nuit du Cinéma. Depuis le passage à 9 jours en 2016, le festival commence le matin avant l'ouverture officielle, avec des séances toute la journée à l'Institut Lumière uniquement.
La séance de clôture du festival a lieu le dimanche après-midi à la halle Tony-Garnier.
La programmation, principalement centrée sur le cinéma classique, propose de nombreuses rétrospectives de films anciens, souvent restaurés.
Le Festival Lumière est aussi l'occasion pour le récipiendaire du prix de faire un remake du premier film de l'Histoire, La Sortie de l'usine Lumière à Lyon. En 2013, c'est Quentin Tarantino qui l'a réalisé avec la collaboration d'autres artistes ; en 2014, trois remakes ont été faits : un par Pedro Almodóvar, un par Paolo Sorrentino et un par Xavier Dolan notamment.
Depuis la deuxième édition en 2010, le festival organise une nuit de cinéma, à la halle Tony-Garnier, sur un thème particulier avec la projection de trois, quatre ou cinq films, selon leur longueur ; cet événement attire de 3 000 à 5 000 spectateurs. La plus longue s'est déroulée en 2018 pendant la Nuit Seigneur des Anneaux du samedi 19 h au dimanche 7 h 30 avec la projection de la trilogie en versions longues, soit une durée totale de 11 h 57. Cette année-là, une forte demande en billetterie, a provoqué la programmation d'une seconde nuit, se déroulant la veille de celle déjà planifiée, avec une affluence de plus de 9 000 spectateurs pour les deux séances. Un dortoir est installé derrière l’écran géant, avec matelas de sol et lumière tamisée, qui permet à environ 500 personnes d'effectuer une pause sieste en pleine nuit.
La même édition voit la création d'une grande projection pour le jeune public, sur le même lieu, devant une assemblée d'environ quatre mille enfants.
Depuis l'édition 2013, le festival accueille le Marché du film classique. À l'instar du Marché du film de Cannes durant le Festival de Cannes ou du marché du film de court métrage pendant le Festival international du court métrage de Clermont-Ferrand, ce marché est destiné aux professionnels. Celui-ci est consacré à l'économie du film de patrimoine. Situé en face de l'Institut Lumière, l'espace du MFC permet l'exposition d'une quinzaine de stands et la tenue de conférences autour du patrimoine cinématographique. Des sociétés de distribution, de production et des industries techniques sont présentes ainsi que le Centre national du cinéma et de l'image animée (CNC) et la Fédération des industries du cinéma, de l'audiovisuel et du multimédia (Ficam).
Pour son 10e anniversaire en 2019, le festival Lumière crée Lumière Classics : un jury est invité à commenter et juger une sélection des « belles restaurations » de l'année.

## Les Prix
Le Prix Lumière, qui souligne une contribution exceptionnelle à l'histoire du cinéma, est décerné en fin de semaine, le vendredi depuis la cinquième édition, à une personnalité du cinéma pour l'ensemble de sa carrière. La cérémonie, suivie d'une projection d'un film, a lieu à l'Amphithéâtre salle 3000 de la Cité de Congrès.
Le Prix Raymond Chirat récompense depuis 2011 une personnalité œuvrant à la préservation et à la transmission de la mémoire du cinéma.
En hommage à l'historien, critique de cinéma, et un des fondateurs de l'Institut Lumière (organisateur du festival), le prix Bernard Chardère récompense, depuis 2012, un critique et auteur, une personnalité marquante du cinéma.
Depuis l'édition 2014, la région Auvergne-Rhône-Alpes invite plus de 2500 lycéens à la projection de certains films du festival. Chaque élève a ensuite la possibilité de voter pour son film préféré afin de décerner le Prix des Lycéens.
Créé en 2016, le Prix Fabienne Vonier est consacré aux « femmes de cinéma ».

## Lieux
Le Festival Lumière se déroule dans de nombreux lieux de la métropole lyonnaise, accessibles à tout public.
Les séances spéciales comme la soirée d'ouverture et celle de clôture se situent à la halle Tony-Garnier, la cérémonie de remise du Prix Lumière a lieu à l'Amphithéâtre salle 3000, et d'autres projections, souvent accompagnées par un pianiste ou un orchestre, à l'Auditorium de Lyon.
Des rencontres avec les invités du festival sont organisées au théâtre Comédie Odéon (ancienne salle de cinéma CNP Odéon), et celle avec le lauréat Prix Lumière au théâtre des Célestins.
Les films, présentés par une personnalité liée au cinéma ou par un collaborateur de l'Institut Lumière, sont projetés dans les salles de 40 à 60 cinémas, selon les éditions. Des projections sont aussi organisées dans des hôpitaux, cliniques et centres pénitenciers. 
Un village est monté pendant le Festival dans le parc de l'Institut Lumière, avec une billetterie, un marché de vente de DVD et de livres, un bar et restaurant, une scène pour des concerts, et certaines années, un espace pour émission radio.
Des expositions photos en relation avec le cinéma sont organisées dans diverses galeries de la ville. Trois galeries y participent pour l'édition 2021 et 2023.

## Statistiques
| Édition | Année | Dates            | Films | Séances | Salles | Remplissage | Festivaliers |
| ------- | ----- | ---------------- | ----- | ------- | ------ | ----------- | ------------ |
| 1re     | 2009  | 13 au 18 octobre |       |         |        |             | 80 000       |
| 2e      | 2010  | 4 au 10 octobre  |       |         |        |             |              |
| 3e      | 2011  | 3 au 9 octobre   |       |         |        |             |              |
| 4e      | 2012  | 15 au 21 octobre |       |         |        |             |              |
| 5e      | 2013  | 14 au 20 octobre |       |         |        |             |              |
| 6e      | 2014  | 13 au 19 octobre |       |         |        |             |              |
| 7e      | 2015  | 12 au 18 octobre |       | 371     | 60     |             | 152 000      |
| 8e      | 2016  | 8 au 16 octobre  |       | 397     | 60     |             | 160 500      |
| 9e      | 2017  | 14 au 22 octobre |       | 421     | 60     |             | 171 000      |
| 10e     | 2018  | 13 au 21 octobre | 174   | 424     | 60     |             | 185 000      |
| 11e     | 2019  | 12 au 20 octobre | 182   | 449     | 60     |             | 198 000      |
| 12e     | 2020  | 10 au 18 octobre |       |         |        |             |              |
| 13e     | 2021  | 9 au 17 octobre  | 150   | 450     |        | 85 %        | 145 000      |
| 14e     | 2022  | 15 au 23 octobre |       |         |        |             |              |
| 15e     | 2023  | 14 au 22 octobre | 180   | 448     | 38     |             | 166 000      |
| 16e     | 2024  | 12 au 20 octobre | 157   | 407     | 38     | 91 %        | 180 000      |
| 17e     | 2025  | 11 au 19 octobre |       |         |        |             |              |

## Éditions

### Lumière 2009
Prix Lumière : Clint Eastwood

### Lumière 2010
Prix Lumière : Miloš Forman

### Lumière 2011
Prix Lumière : Gérard Depardieu
- Prix Raymond Chirat : Pascal Mérigeau

### Lumière 2012
Prix Lumière : Ken Loach
- Prix Bernard Chardère : Jean-Jacques Bernard

### Lumière 2013
Prix Lumière : Quentin Tarantino
- Prix Bernard Chardère : Serge Kaganski

### Lumière 2014
Prix Lumière : Pedro Almodóvar
- Prix Bernard Chardère : Danièle Heymann

### Lumière 2015
Prix Lumière : Martin Scorsese
- Prix Raymond Chirat : l'Association française de recherche sur l'histoire du cinéma (AFRHC)
- Prix Bernard Chardère : Freddy Buache

### Lumière 2016
Prix Lumière : Catherine Deneuve
- Prix Raymond Chirat : Paul Vecchiali
- Prix Bernard Chardère : Michel Ciment
- Prix Fabienne Vonier : Margaret Menegoz et Régine Vial

### Lumière 2017
Prix Lumière : Wong Kar-wai
- Prix Raymond Chirat : Manuel Chiche
- Prix Bernard Chardère : Eva Bettan
- Prix Fabienne Vonier : Caroline Benjo et Carole Scotta

### Lumière 2018
Prix Lumière : Jane Fonda
- Prix Raymond Chirat : Stéphane Lerouge
- Prix Bernard Chardère : Lucien Logette
- Prix Fabienne Vonier : Michèle Ray-Gavras

### Lumière 2019
Prix Lumière : Francis Ford Coppola
- Prix Raymond Chirat : Vincent Paul-Boncour de Carlotta Films
- Prix Bernard Chardère : Luc Lagier
- Prix Fabienne Vonier : Véronique Cayla

### Lumière 2020
Prix Lumière : Jean-Pierre et Luc Dardenne
- Prix Bernard Chardère : Christine Masson et Laurent Delmas
- Prix Fabienne Vonier : Sophie Seydoux

### Lumière 2021
Prix Lumière : Jane Campion
- Prix Raymond Chirat : Gian Luca Farinelli
- Prix Bernard Chardère : Thierry Lounas
- Prix Fabienne Vonier : Brigitte Maccioni

### Lumière 2022
Prix Lumière : Tim Burton
- Prix Raymond Chirat : Alain Carradore
- Prix Fabienne Vonier : Michèle Halberstadt

### Lumière 2023
Prix Lumière : Wim Wenders
- Prix Raymond Chirat : Christine Leteux
- Prix Fabienne Vonier : Anne-Laure Brénéol

### Lumière 2024
Prix Lumière : Isabelle Huppert
- Prix Lumière spécial : Costa Gavras
- Prix Raymond Chirat : Laurent Mannoni
- Prix Bernard Chardère : Marie Sauvion
- Prix Fabienne Vonier : Anna Marsh

### Lumière 2025
Prix Lumière : Michael Mann
La dix-septième édition du festival est programmée du 11 au 19 octobre 2025.